# بند ثريسيان
بند ثريسيان (باليونانية: Θρᾳκήσιον θέμα)‏، ثروكيسيون ثيما، تُعرف غالباً بـ بند الثريسيانين (باليونانية: θέμα ثروكيسييون)‏، ثروكيسييون ثيما، تبسط غالباً Θρᾳκήσιοι، ثروكيسي، كانت ثيمة بيزنطية (مقاطعة عسكرية مدنية) في غربي آسيا الصغرى (تركيا الحديثة). أُنشئت في منتصف القرن السابع أو أوائل القرن الثامن حيث تم تجميع الجيش السابق لتراقيا، حيث تم تسميتها، كانت واحدة من أكبر وأهم ثيمات الإمبراطورية طوال وجودها. كانت بند ثريسيان من أطول الثيمات عمرًا، حيث بقيت عاملة حتى تم احتلال المنطقة من قبل الأتراك في أوائل القرن الرابع عشر.